# رت روس
رت روس (استونیایی: Reet Roos؛ زادهٔ ۱ آوریل ۱۹۷۳) سیاستمدار و نماینده سابق مجلس اهل استونی است.